# Liptena mayombe
Liptena mayombe är en fjärilsart som beskrevs av Henry Stempffer 1974. Liptena mayombe ingår i släktet Liptena och familjen juvelvingar. Inga underarter finns listade i Catalogue of Life.